# كوكب القردة (فلم 1968)
كوكب القرود فيلم خيال علمي إنتاج عام 1968 ومن إخراج فرانكلين ج. شافر وهو مقتبس نسبيًا من رواية كوكب القردة التي كتبها بيير بول.
والفيلم من بطولة تشارلتون هيستن ورودي ماكدويل وكيم هنتر والممثل الشكسبيري المحنك Maurice Evans وجيمس ويتمور وأيضًا James Daly وليندا هاريسون. وقام بكتابة السيناريو في الأصل Rod Serling ولكن تمت إعادة كتابته مرات عديدة قبل أن يتم الانتهاء منه كليةً في آخر الأمر. وقد شملت التغيرات تغير أسماء الشخصيات وتقديم مجتمع القرود في صورة أكثر بدائية بدلاً من الفكرة المكلفة التي تصور مجتمع القرود متميزًا بمباني المستقبل والتكنولوجيا المتقدمة.
وقد كان الفيلم بمثابة ثورة في تقنيات مكياج الأقنعة المطاطية التي قام بتصميمها وتنفيذها الفنان John Chambers انظر  وقد استقبل الفيلم بحفاوة من قبل النقاد والجماهير وقد نتج عنه الاحتفاظ بالملكية الفكرية للفيلم  وإصدار أربعة أجزاء وبرنامج تليفزيوني قصير الأجل، كما ظهرت بعض المسلسلات ذات الرسوم المتحركة وأيضًا كتب الكوميكس والعديد من منتجات الدعاية المختلفة، وأخيرًا، تم عمل فيلم جديد يعيد تقديم الفيلم القديم في عام 2001. وكان للممثل Roddy McDowall علاقة طويلة الأمد بسلسلة القرود، حيث ظهر في السلسلة الأصلية التي تكونت من خمسة أفلام كان واحد منها فقط محاكاة لفيلم سابق، كما ظهر أيضًا في مسلسلات تليفزيونية.

## قصة الفيلم
يبدأ الفيلم ومجموعة من رواد الفضاء وهم تايلور ولاندون وستيوارت ودودج في سبات (بيات شتوي) عميق بعد ارتطام سفينة الفضاء التي كانوا يستقلونها وسقوطها في بحيرة في كوكب مجهول في عام 3978 بعد رحلة في عام 2006 على سرعة ضوئية قريبة، وخلال هذه الرحلة تقدم عمر الطاقم 18 شهرًا فقط نظرًا لتمدد الزمن. ويستيقظ الرواد ليكتشفوا أن ستيوارت قد مات في الفضاء نظرًا لتسرب الهواء وأن السفينة تغرق. ويستخدموا قاربًا مطاطيًا قابلاً للنفخ للوصول إلى الشاطئ. وبمجرد الوصول إلى هناك، يقوم دودج بعمل اختبار للتربة ويعلن أن هذه التربة غير قادرة على أن تبقيهم على قيد الحياة. ويرجح تايلور أنهم على ظهر كوكب في كوكبة الجبار على بعد 320 سنة ضوئية من الأرض لكنه يعرب عن عدم تأكده من ذلك.
وينطلق الرواد الثلاثة عبر الصحراء ليجدوا في بادئ الأمر نباتًا وحيدًا ‏ وبعدها يجدون عدة نباتات. ويعثرون على واحة على حافة الصحراء ويقررون السباحة دون ملابس متجاهلين الفزاعات (الفزّاعة) على غرابة شكلها (وهي ما يُنصب تخويفًا للطير). وأثناء السباحة يتم سرقة ملابسهم. وعندما يطارد الرواد اللصوص، يحدون ملابسهم ممزقة، ويجدون المعتدين وهم مجموعة من البشر البكم البدائيين يغزون حقل ذرة فيرضا. وفجأةً، تظهر مجموعة من الغوريلات تمتطي الجياد وتجري مسرعةً داخل حقل الذرة ملوحةً بأسلحة نارية وأشراك وشباك يستخدمونها لأسر أي إنسان يجدونه أمامهم أو قتل البشر إذا لم يتمكنوا من أسرهم. وأثناء محاولة الرواد الفرار، يقتل دودج ويتم أسر لاندون ويصاب تايلور في حنجرته. وتأخذ الغوريلات تايلور إلى «مدينة القرود» حيث ينقذ حياته اثنين من علماء الشمبانزي وهما زيرا وجالين. وعندما يستيقظ تايلور المحتجز الآن في قفص مع امرأة تدعى نوفا تم أسرها في مغامرة الصيد نفسها، يكتشف أن الجرح الذي في حنجرته قد جعله أبكم مؤقتًا.
ويكتشف تايلور أن القرود الذين يتكلمون هم من يسيطر على الوضع، كما أنهم ينقسمون إلى نظام طبقي صارم كالتالي: فالغوريلاتضطلع بمهام الشرطة والقوات العسكرية والصيادين، بينما تقوم قرود إنسان الغاب بدور الإداريين والسياسيين والمحامين، أما قردة الشمبانزي فهم المفكرون والعلماء. وعلى الجانب الآخر، يعتبر البشر الذين لا يستطيعون التحدث حشرات ضارة وحشية ويتم صيدهم أو قتلهم فورًا أو استعبادهم لاستخدامهم في العمل اليدوي أو لأغراض التجارب العلمية.
علاوةً على ذلك، تبدي زيرا وخطيبها كورنيليوس العالم الأثري اهتمامًا بتايلور بعد أن يحاول التواصل معهما عن طريق الغمغمة في الكلام. وأثناء تحدث زيرا وكورنيليوس لرئيسهما دكتور زايوس الذي ينتمي لفصيلة قردة إنسان الغاب، يقوم تايلور بالكتابة على الوحل ويحاول أن يلفت انتباه كورنيليوس وزيرا إليه لكن زايوس فقط هو من يشاهد الكتابة ويقوم بمسحها وتدميرها بعصاه عندما يدرك ذكاء تايلور. وأخيرًا، يتمكن تايلور من سرقة ورقة من زيرا عندما تقترب من قفصه ويستخدمها في كتابة رسالة إليها. وتقتنع زيرا وكورنيليوس بذكاء تايلور؛ وعندما يعلم زايوس بهذا، يأمر بخصي تايلور.
ويتمكن تايلور من الهرب قبل تنفيذ الإجراء ويهرب من مدينة القرود التي يكتشف أنها نسخة معمارية بدائية من كوكب الأرض في القرن العشرين. وخلال رحلة هربه يجد نفسه في متحف تم وضع جثة دودج فيه بعد تحنيطها للعرض. وبعد ذلك بوقت قصير، تتمكن الغوريلات من أسر تايلور مرة ثانية، ويكتشف تايلور أن حنجرته قد شفيت فيقول لهم ويصيح غاضبًا «ابعد يديك النتنة عني أيها القرد القذر اللعين!».
وينصب القردة المصدومون محكمة لتحديد أصل تايلور في محاكاة لـمحاكمة القرد. ويخبرهم تايلور عن رفاقه الاثنين ويوضح لهما أن واحدًا منهما قد قتل وأن الآخر مفقود. وعند هذه النقطة، تحضر المحكمة لاندون الذي تعرض لعملية جراحة فصية بدائية جعلته جاموديًا.
وبعد المحكمة، يعقد زايوس اجتماعًا خاصًا مع تايلور ويهدده بإخضاعه لجراحة فصية إذا لم يكذب بشأن المكان الذي أتى منه. وعلى الرغم من ذلك، تتدخل زيرا وكورنيليوس ويخطفان تايلور و«نوفا» إلى «المنطقة الممنوعة» وهي منطقة تقع خارج مدينة القرود جعلها زايوس وغيره من قرود إنسان الغاب منطقةً محظورةً. وعند الوصول إلى تلك المنطقة، يطلع كورنيليوس تايلور على بقايا مجتمع بشري متقدم تكنولوجيًا اكتشفه منذ عام عندما كان في جولة استكشاف أثرية. واكتشف أيضًا أن البشر في وقت من الأوقات كانوا يسيطرون على عالم القرود ولكن في لحظة ما في التاريخ أصبح لدى القرود وعي ومعرفة وقاموا بثورة عنيفة أطاحوا فيها بمجتمع البشر.
ويصل زايوس مع مجموعة من الغوريلات المسلحة لأسر أو قتل تايلور، ويقدم تايلور لزايوس بقايا المجتمع البشري الذي يبدو زايوس أنه على علم به مسبقًا. ويوافق على نفي تايلور ونوفا، وبعد ذلك يخبر كورنيليوس وزيرا والغوريلات أنه سمح لتايلور أن يلقى مصيره. وبمجرد أن يمتطي تايلور ونوفا صهوة الجياد، يكون زايوس قد أمر الغوريلات بوضع المتفجرات وتدمير معالم المجتمع البشري.
وبعد فترة غير محددة من اتباع الشاطئ، يكتشف تايلور ونوفا شيءًا ما على الشاطئ. ويوقف تايلور الحصان وينزل من عليه مترجلاً مقتربًا من الشيء قبل الانخراط في نوبة من الغضب العارم معلنًا أنه كان في موطنه طوال هذا الوقت. ومع نهاية الفيلم تدور الكاميرا إلى الخلف لتظهر بقايا تمثال الحرية وقد غاص نصفه في الشاطئ.

### الاختلافات عن الرواية
اختلف الفيلم عن الرواية الأصلية الفرنسية في بعض النقاط:
- البطل ليس صحفيًا فرنسيًا يدعى Ulysse Mérou ولكنه رائد فضاء أمريكي يدعى كولونيل جورج تايلور.
- البشر يرتدون ملابس بدائية مصنوعة من جلود الحيوانات. بيد أنهم كانوا عراة في الرواية.
- التكنولوجيا والمواقع العامة لمدن القرود كانت أكثر بدائية من المفهوم الأصلي لـ Boulle كاتب الرواية. وكان هذا قرار متعمد لتقليل تكاليف التصميم والإنشاءات. واعتمدت العناصر المعمارية على غرار الطراز الملاحظ في مدن الكهوف القديمة.
- القردة يتحدثون إنجليزية القرن العشرين بطلاقة بينما في الرواية كانوا يتحدثون لغةً مختلفةً كليةً. وكان على البطل Ulysse أن يتعلمها، بينما في الفيلم يعاني تايلور من جرح في حنجرته يمنعه من التحدث في البداية.
- في الرواية الأصلية يقع كوكب القرود في المجموعة الشمسية الخاصة بمنكب الجوزاء وليس في الأرض. وعلى الرغم من ذلك، فإن النهاية غير المتوقعة للرواية جعلت Ulysse Mérou يصل إلى الأرض بعد رحلته الفضائية ليجد هذا التطور الثوري نفسه قد حدث في الأرض وأن القردة هم من يسيطرون الآن. وعلى الرغم من كونها نهاية مفاجئة مختلفة للغاية، فإنها كانت مصدر الإلهام لنهاية الفيلم التي اختارها Rod Serling. (وتردد أن بول -كاتب الرواية- قد صرح بأنه تمنى لو أنه فكر في النهاية التي فكر فيها سيرلينج.[12] وفي الفيلم، يرجح تايلور أنهم من الممكن أن يكونوا على كوكب يدور حول نجم في كوكبة الجبار حيث يقع منكب الجوزاء.

## الإنتاج
في أواخر الستينيات لم تكن تعتقد معظم شركات الإنتاج أن إنتاج هذا الفيلم أمر معقول ومحتمل. وكان هناك سيناريو كتبه رود سيرلينج وكان على وشك أن يتم تنفيذه، لكن تم رفضه في نهاية المطافب لأسباب عديدة. وكان الشاغل الأهم هو التكلفة، حيث تطلب مجتمع القردة المتقدم تكنولوجيًا الذي صوره سيناريو سيرلينج مواقع تصوير وأدوات التمثيل ومؤثرات خاصة باهظة التكاليف. وأعيدت كتابة السيناريو الذي قدمه سيرلينج كي يصبح مجتمع القرود أكثر بدائية كطريقة للتخلص من مواقع التصوير والمؤثرات الخاصة الكثيرة باهظة التكاليف. وعلى الرغم من ذلك، تم الاحتفاظ بالنهاية التي كتبها لتبقى واحدة من أشهر نهايات الأفلام على الإطلاق. وتم تغيير الموقع المحدد وحالة الفناء التي بدى عليها تمثال الحرية(كما بدى في الفيلم الوثائقي الذي أنتج في عام 1998 تحت عنوان Behind the Planet of the Apes انظر http://www.imdb.com/title/tt0207332/) في القصص المصورة storyboards قصص مصورة مرات عديدة. وفي إحداها ظهر تمثال الحرية مدفونًا لأنفه في وسط غابة؛ بينما ظهر في صورة أخرى وهو مكسر إلى قطع عديدة.
ومن أجل إقناع شركة فوكس ستوديو بإمكانية عمل فيلم كوكب القرود فعليًا، قام المنتجون بتصوير مشهد قصير على سبيل التجربة باستخدام النسخة الأولية من مكياج القرود. وظهر تشارلتون هيستون في النسخة الأولى في دور تايلور الذي كان اسمه توماس في مسودات السيناريو التي خطها رود سيرلينج بالقلم. ولعب إدوارد روبنسون دور زايوس، ولعب كل من الممثل جيمس برولين والممثلة ليندا هاريسون الذين لم يكونا معروفين آنذاك دور كورنيليوس وزيرا. وكانت هاريسون في ذلك الوقت صديقة رئيس الاستوديو ولعبت فيما بعد دور نوفا في الفيلم الذي أنتج عام 1968 وكذلك في جزئه الأول، كما ظهرت كضيف شرف في النسخة الجديدة من الفيلم في عام 2001 والتي أخرجها تيم برتون بعد أكثر من 30 سنة كما فعل هيستون. وظهرت اللقطات التي صورت على سبيل التجربة على العديد من الأقراص المدمجة DVD للفيلم وكذلك في الفيلم الوثائقي Behind the Planet of the Apes. وكان في الأصل سيلعب روبينسون دور دكتور زايوس ولكنه تراجع نظرًا للمكياج الثقيل والجلسات الطويلة التي تطلبها وضع المكياج. وقام روبينسون بعد ذلك بتمثيل فيلمه الأخير Soylent Green في عام 1973 أمام هيستون الذي شاركه البطولة فيما مضى في فيلم Ten Commandments الذي أنتج في عام 1956.
وكان جون تشامبرز قد اختبر بالفعل مكياج القرود في وقت سابق في المسلسل التليفزيوني Lost in Space الذي أنتجته شركة 20th Century Fox في الفترة ما بين 1965-1968. وفي إحدى الحلقات http://www.imdb.com/title/tt0636203 يسجن دكتور سميث الذي قام بدوره الممثل Jonathan Harris والرائد ويست مع كائن فضائي يشبه القرد. وقد عرض على هاريس دورًا في فيلم كوكب القرود ولكنه رفض الدور مثل إدوارد جي روبينسون نظرًا لتعقيدات المكياج.
وبدأ التصوير في 21 مايو 1967 وانتهى في 10 أغسطس 1967. وتم تصوير معظم المشاهد الأولية في الأرض التي تشبه الصحراء في شمال أريزونا بالقرب من وادي جراند كانيون ونهر كولورادو وبحيرة بويل وجلين كانيون وغيرها من المواقع بالقرب من مدينة بايج في ولاية أريزونا وتم تصوير معظم مشاهد قرية القرود الداخلية والخارجية في المزرعة التابعة لشركة فوكس في حديقة Malibu Creek State Park الواقعة شمال غرب لوس أنجيلوس والتي تستعمل أساسًا كأرض تابعة مجاورة للأستوديو backlot لشركة 20th Century Fox. بالإضافة إلى ذلك، تم تصوير مشاهد الشاطئ الختامية على امتداد ساحل كاليفورنيا بين ماليبو وأوكسنارد مع المنحدرات التي يبلغ ارتفاعها 130 قدم فوق سطح البحر مما يجعل الوصول إليها سيرًا على الأقدام دربًا من المستحيل. وفي هذه الحالة، كان لا بد من إنزال الممثلين وفريق عمل الفيلم والمعدات وحتى الأحصنة بواسطة الهليكوبتر. وتم تصوير بقايا تمثال الحرية في كهف منعزل في أقصى النهاية الشرقية لشاطئ ويست وارد بين شاطئ زوما وبوينت دوم في ماليبو.  وكما جاء في الفيلم الوثائقي Behind the Planet of the Apes انظر http://www.imdb.com/title/tt0207332  تم تصوير اللقطة التي تطلبت مؤثرات خاصة والتي صورت تمثال الحرية وهو مدفون حتى منتصفه عن طريق الدمج بتقنية Seamlessness بين الخلفيات السينمائية بالإضافة إلى المنحدرات الحقيقية.

## الجوائز والتكريمات

### جوائز الأوسكار
| الجائزة                                          | الشخص           |
| جائزة فخرية للإنجاز الرائع في الماكياج في الفيلم | John Chambers   |
| الترشيحات                                        |                 |
| أفضل تصميم أزياء                                 | Morton Haack    |
| أفضل موسيقى تصويرية                              | Jerry Goldsmith |

فاز فيلم كوكب القرود بجائزة فخرية حيث فاز John Chambers بجائزة اوسكار عن إنجازه الرائع في الماكياج. وتم ترشيح الفيلم لجائزة أفضل تصميم أزياء Morton Haack وجائزة أفضل موسيقى تصويرية لفيلم (غير غنائي). وتعرف الموسيقى بأساليبها اللحنية الرائدة avant-garde وأيضًا باستخدام آلالات النقر غير المألوفة وأساليب الأداء الممتد.

### جوائز أخرى
يوجد الفيلم في العديد من قوائم معهد الفيلم الأمريكي لكنه لم يصبح من ضمن أفضل 100 فيلم في أيٍ من المرات. وعلى الرغم من ذلك، تم اختيار الموسيقى التصويرية التي وضعها جيري جولد سميث في المركز الـ 18 لأحسن موسيقى تصويرية لفيلم في تاريخ السينما الأمريكية تبعًا لقائمة الأفلام الأمريكية المائة الأفضل في القرن العشرين من حيث الموسيقى التصويرية. بالإضافة إلى ذلك، وتبعًا لمعهد الفيلم الأمريكي فالفيلم يحتل المركز 66 في أفضل جملة حوارية في تاريخ السينما الأمريكية: "Take your stinking paws off me, you damn dirty ape! "ابعد يديك النتنة عني أيها القرد القذر اللعين!" ويصنف الفيلم في المرتبة الـ 59 على قائمة معهد الفيلم الأمريكي لأفضل الأفلام في مائة عام حيث يحتل تلك المرتبة على قائمة أفضل 100 فيلم تشويق.
وفي عام 2001 تم اختيار كوكب القرود لحفظه في سجل الأعمال الوطنية الأمريكية من قبل مكتبة الكونغرس نظرًا لأهميته الثقافية والتاريخية والجمالية. وبالصدفة، كان هذا الأمر في العام نفسه الذي ظهر فيه الفيلم الذي يعيد قصة الفيلم القديم والذي تعرض لنقد لاذع.
إن النهاية المفاجئة في المشهد النهائي للفيلم تكون دائمًا أفضل لحظات الفيلم وتعتلي قوائم أفضل النهايات.

## الأجزاء التالية
أتبع كوكب القرود بأربعة أجزاء :’‘‘
Beneath the Planet of the Apes تحت كوكب القرود وهو إنتاج عام 1970 
‘‘‘
Escape from the Planet of the Apes الهروب من كوكب القرود وهو من إنتاج عام 1971 
‘‘‘
Conquest of the Planet of the Apes غزو كوكب القرود وهو من إنتاج عام 1972 
‘‘‘
Battle for the Planet of the Apes معركة من أجل كوكب القرود وهو من إنتاج عام 1973 
واثنين من المسلسلات التليفزيونية قصيرة الأجل:
- Planet of the Apes كوكب القرود (1974)
- ’‘‘ Return to the Planet of the Apes العودة إلى كوكب القرود (رسوم متحركة) إنتاج (1975)

وتم إعادة عمل الفيلم مرة أخرى في عام 2001 ؛ انظر "كوكب القرود" (فيلم إنتاج 2001).
وأصدرت مارفيل كوميكس كتاب كوميكس كاملاً مقتبسًا عن كل الأفلام، بالإضافة إلى العديد من القصص الأصلية عن عالم القرود، ومن بينها Terror On The Planet Of The Apes (الرعب على كوكب القرود) وFuture History Chronicles (سلسلة تاريخ المستقبل، وغيرها.

## معرض صور

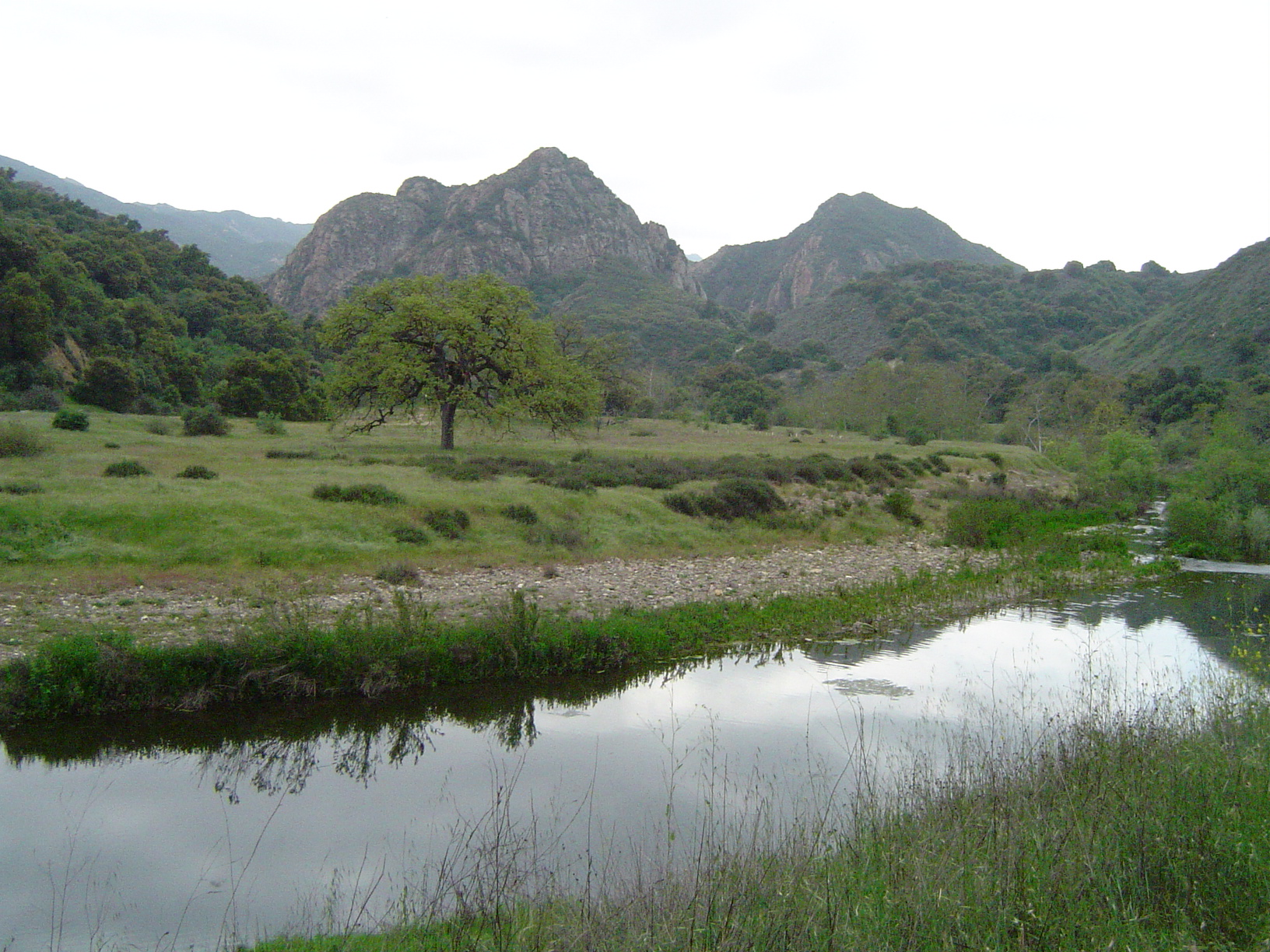
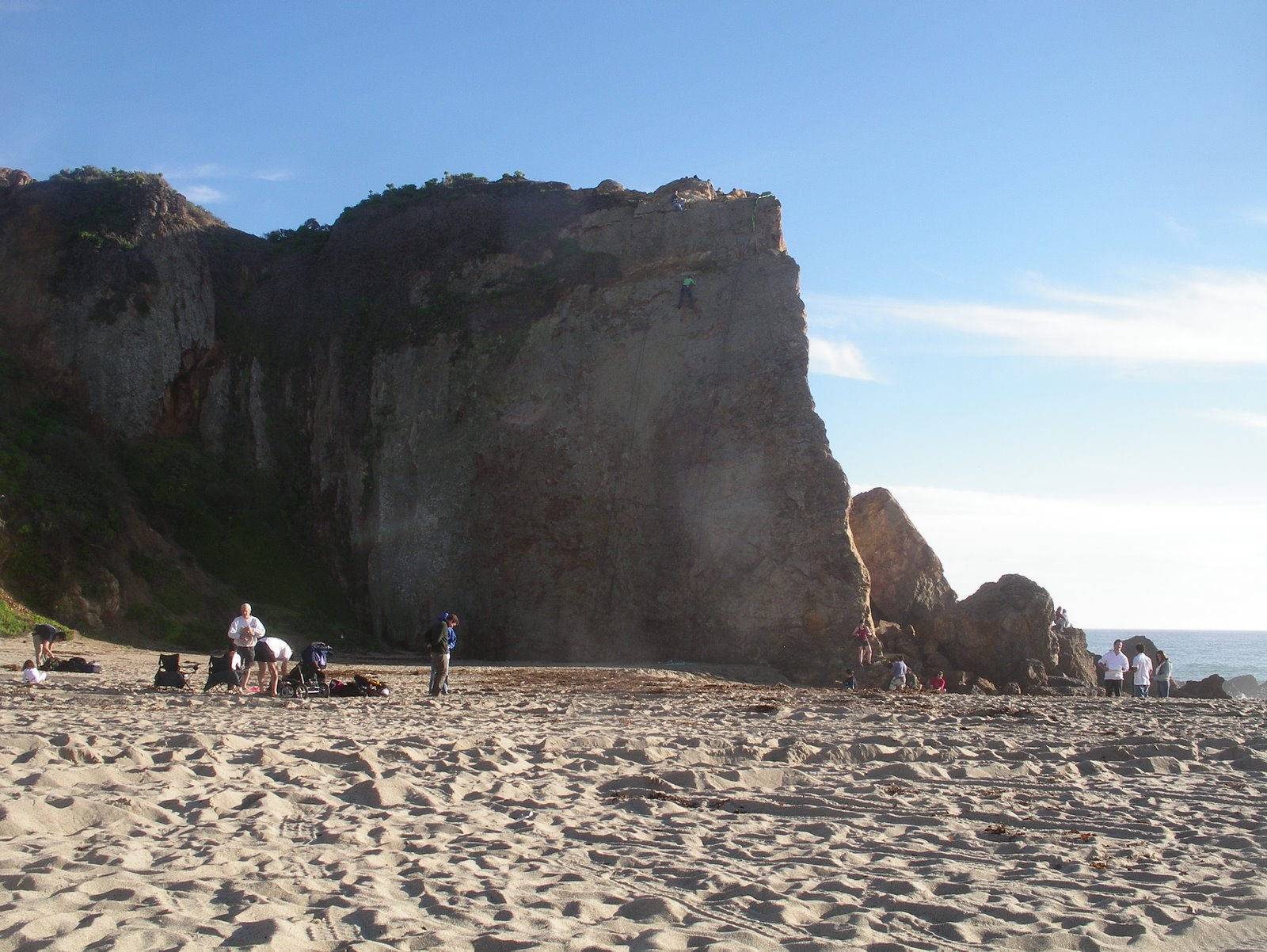
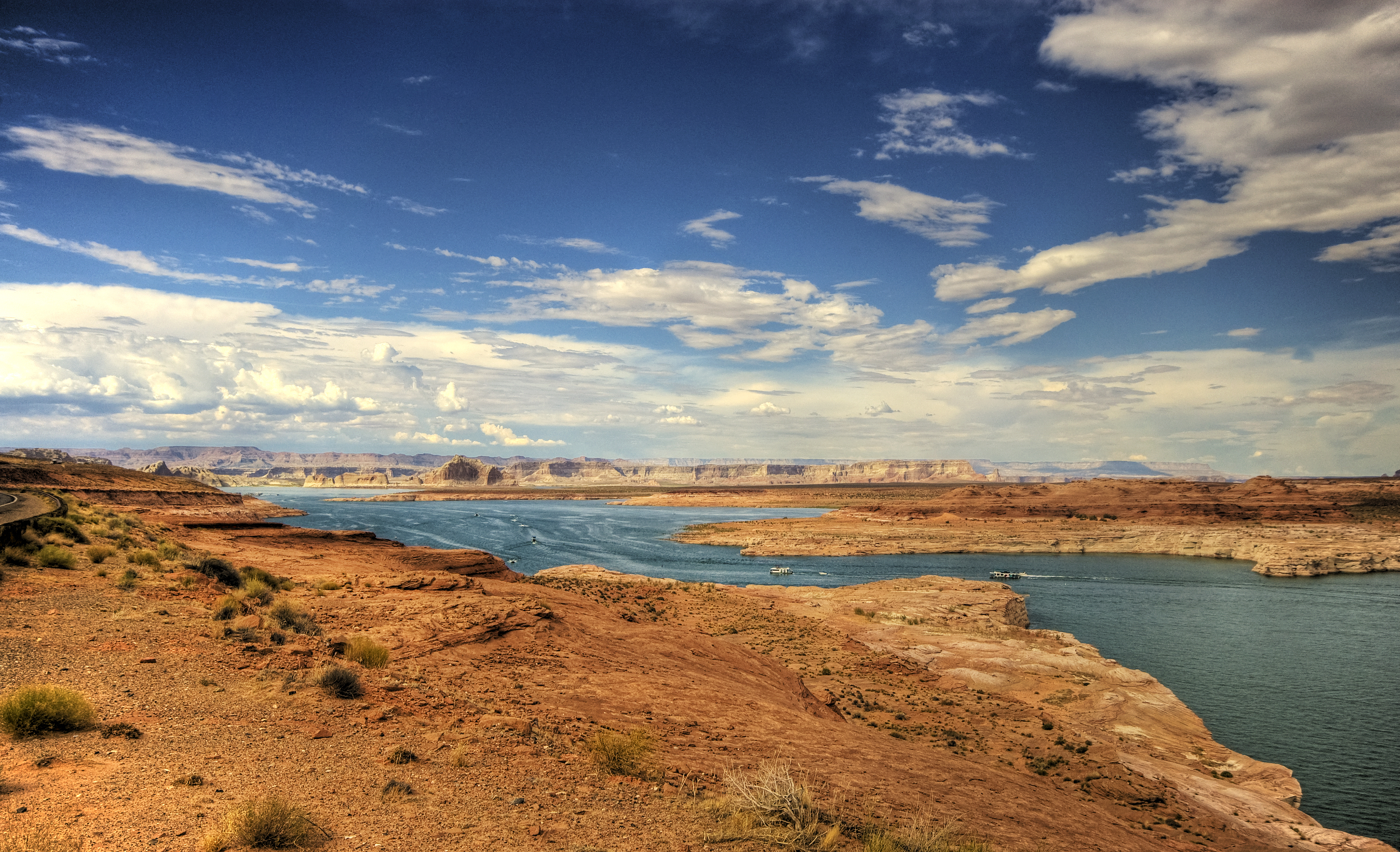
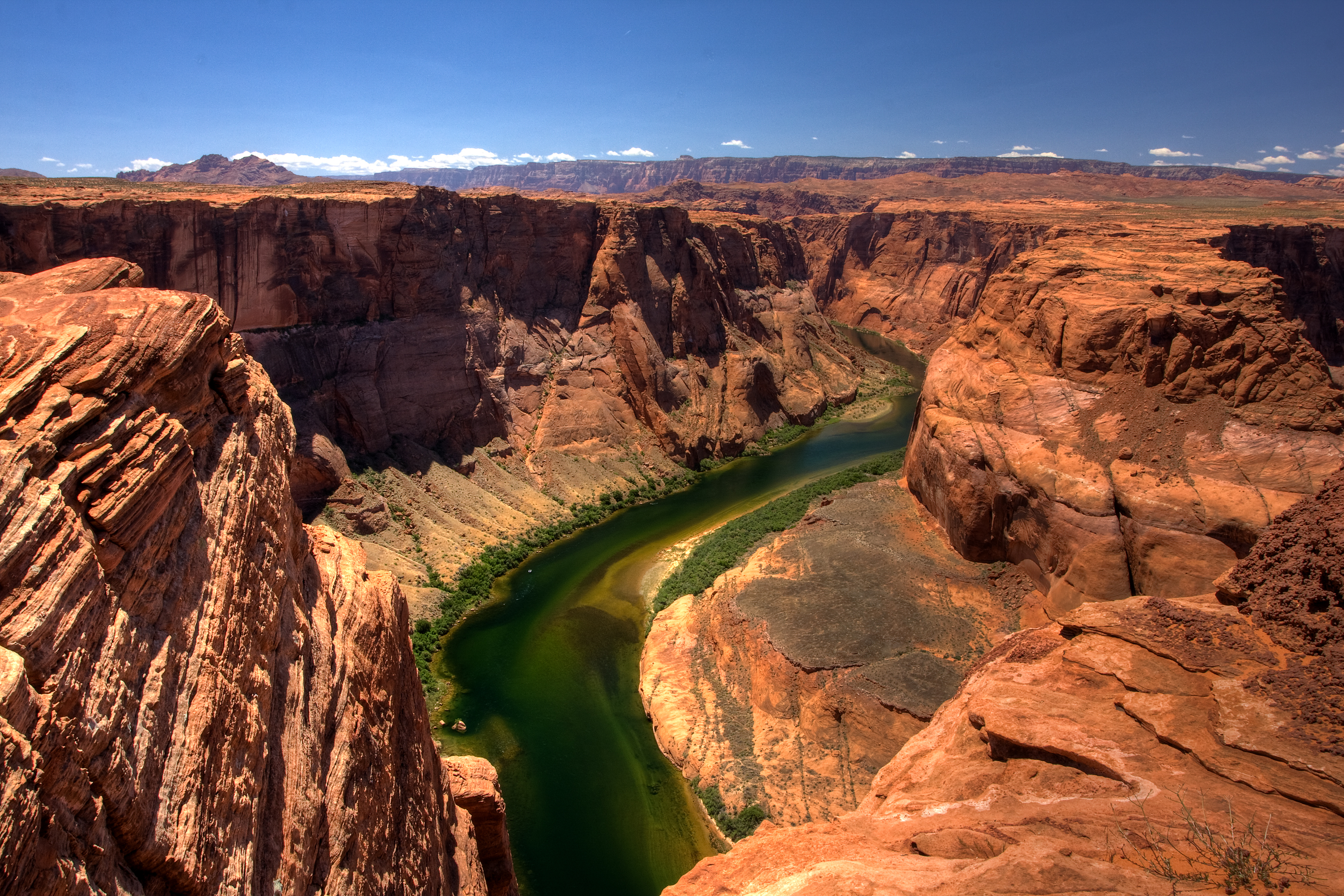